# Paratherina labiosa
Paratherina labiosa is een straalvinnige vissensoort uit de familie van de regenboogvissen (Telmatherinidae). De wetenschappelijke naam van de soort is voor het eerst geldig gepubliceerd in 1935 door Aurich.